# Parascaptia trifasciata
Parascaptia trifasciata là một loài bướm đêm thuộc phân họ Arctiinae, họ Erebidae.